# Ashly Burch
Ashly Burch (Phoenix, 19 giugno 1990) è una doppiatrice, attrice e cantante statunitense, nota soprattutto come doppiatrice nel campo dei videogiochi e dell'animazione.
Tra i ruoli più noti Tiny Tina nella serie videoludica Borderlands, Chloe Price in Life Is Strange, Aloy in Horizon Zero Dawn e Horizon Forbidden West, di Sasha Braus nell'anime L'attacco dei giganti e di Miss Pauling in Team Fortress 2.

## Biografia
Ashly è cresciuta a Phoenix in Arizona ed è la sorella minore di Anthony Burch, anch'egli doppiatore. Nel 2012 si è laureata all'Occidental College a Los Angeles. Come affermato da lei stessa, lei è una appassionata di videogiochi.
Il suo primo lavoro come doppiatrice è stato Tiny Tina nella serie videoludica Borderlands, continuando poi con altri personaggi come Miss Pauling in Team Fortress 2 e Sasha Braun nell'anime L'attacco dei giganti.
Nel 2015 vince il premio "Miglior Doppiaggio" ai Golden Joystick Awards per l'interpretazione di Chloe Price nel videogioco Life Is Strange, per poi riprendere a doppiare per il personaggio nel 2018 in Life Is Strange: Before the Storm ma solamente nell'episodio bonus, in quanto Burch era precedentemente impegnata nello sciopero dei doppiatori dei videogiochi. 
Nel 2017 doppia il personaggio Aloy in Horizon Zero Dawn per il quale viene acclamata dalla critica per il suo doppiaggio riuscendo a vincere i premi "Miglior Prestazione di Gioco" ai Golden Joystick Award e al Playstation.Blog Game of the Year Awards dell'anno successivo.

## Filmografia
- Mythic Quest - serie TV (2020-2025)

### Sceneggiatrice
- Gli Acchiappaglitch - serie TV d'animazione (2020)

## Doppiaggio

### Animazione
- Sasha Blouse in L'attacco dei giganti, Attacco! A scuola coi giganti
- Mayuri Shiina in Steins;Gate
- Blur in Ben 10
- Rutile in Steven Universe
- Lila Twinklepipes in Maiale Capra Banana Grillo
- Enid in OK K.O.!
- Qwydion in Dragon Age: Absolution
- Molly McGee ne Il fantasma e Molly McGee

### Videogiochi
- Tiny Tina in Borderlands 2, Borderlands: The Pre-Sequel, Tiny Tina's Wonderlands
- Aloy, Elizabet Sobeck, Beta in Horizon Zero Dawn, Horizon Forbidden West
- Chloe Price Life Is Strange, Life Is Strange: Before the Storm (Episodio Bonus)
- Danika Hart in Marvel's Spider-Man: Miles Morales, Marvel's Spider-Man 2
- Miss Pauilng in Team Fortress 2
- Orendi in Battleborn
- Tina De Luca, Rowdy, Cricket in Fallout 4
- Rise Kujikawa in Persona 4: Dancing All Night
- Nadia in Rise of the Tomb Raider
- Quacho Queen in World of Final Fantasy
- Chun-Li in Marvel vs. Capcom: Infinite
- Kamala Khan, Ms. Marvel in LEGO Marvel's Avengers
- Cassie Cage in Mortal Kombat X
- Dark Willow in Dota 2
- Cassie Rose in Minecraft: Story Mode
- Lei stessa in Saints Row IV
- Sofia, Hailey, donna umana, vampire e Spidaur in Pit People
- Avalon in Project Spark
- Ayla in Awesomenauts
- Lisa Reid in Aliens: Colonial Marines
- Ray in Fortnite: Salva il Mondo
- Viper in Valorant
- Enid in OK K.O.! Let's Play Heroes e Dynamite's Action News
- Mel in The Last of Us Parte II
- Sarah in Final Fantasy XV

## Doppiatrici italiane
Nelle versioni in italiano delle opere in cui ha recitato, Ashly Burch è stata doppiata da:
- Veronica Puccio in Mythic Quest

Da doppiatrice è stata sostituita da:
- Cinzia Massironi in Borderlands 2, Borderlands: The Pre-Sequel!, Borderlands 3
- Emanuela Pacotto in Aliens: Colonial Marines, Marvel's Spider-Man: Miles Morales, Marvel's Spider-Man 2
- Martina Felli in Horizon Zero Dawn, Horizon Forbidden West, LEGO Horizon Adventures
- Gea Riva in Rise of the Tomb Raider
- Annalisa Usai in Mortal Kombat X
- Giuliana Atepi in Fallout 4 (Rowdy, Tina De Luca)
- Ilaria Egitto in Fallout 4 (Cricket)
- Katia Sorrentino in The Last of Us - Parte II
- Lucrezia Marricchi in Dragon Age: Absolution
- Emanuela Ionica ne Il fantasma e Molly McGee